# Borís Pasternak

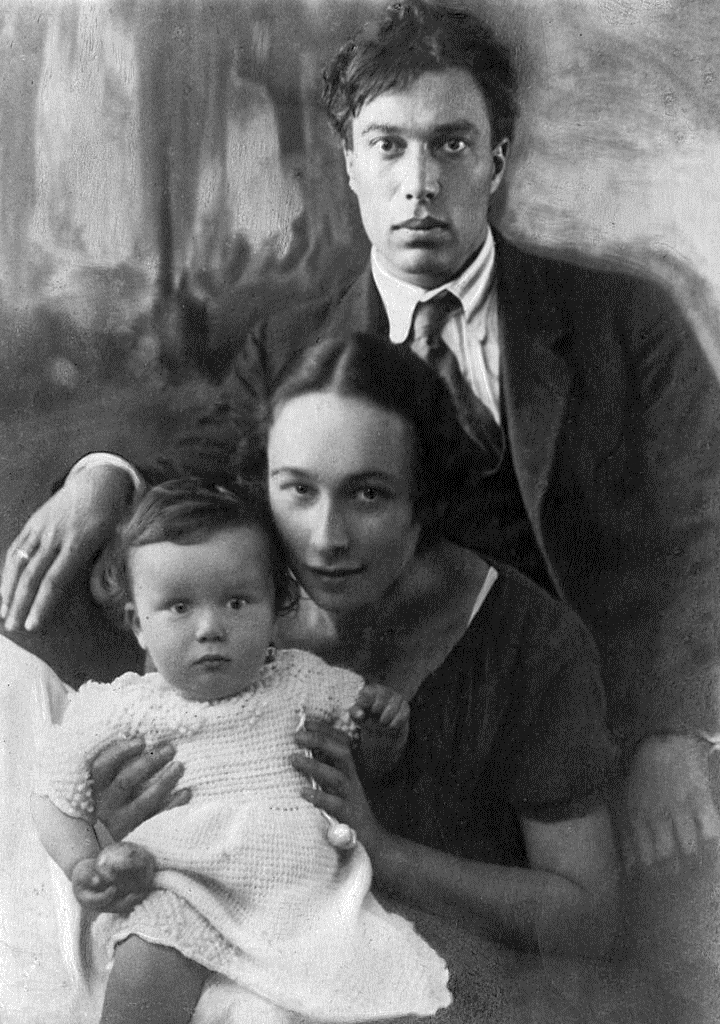
Borís Pasternak y su familia en los años 1920.

Borís Leonídovich Pasternak (en ruso Бори́с Леони́дович Пастерна́к) (Moscú, 29 de enerojul./ 10 de febrero de 1890greg. - Peredélkino, cerca de Moscú, 30 de mayo de 1960) fue un poeta y novelista ruso, Premio Nobel de Literatura en 1958.

## Notas biográficas

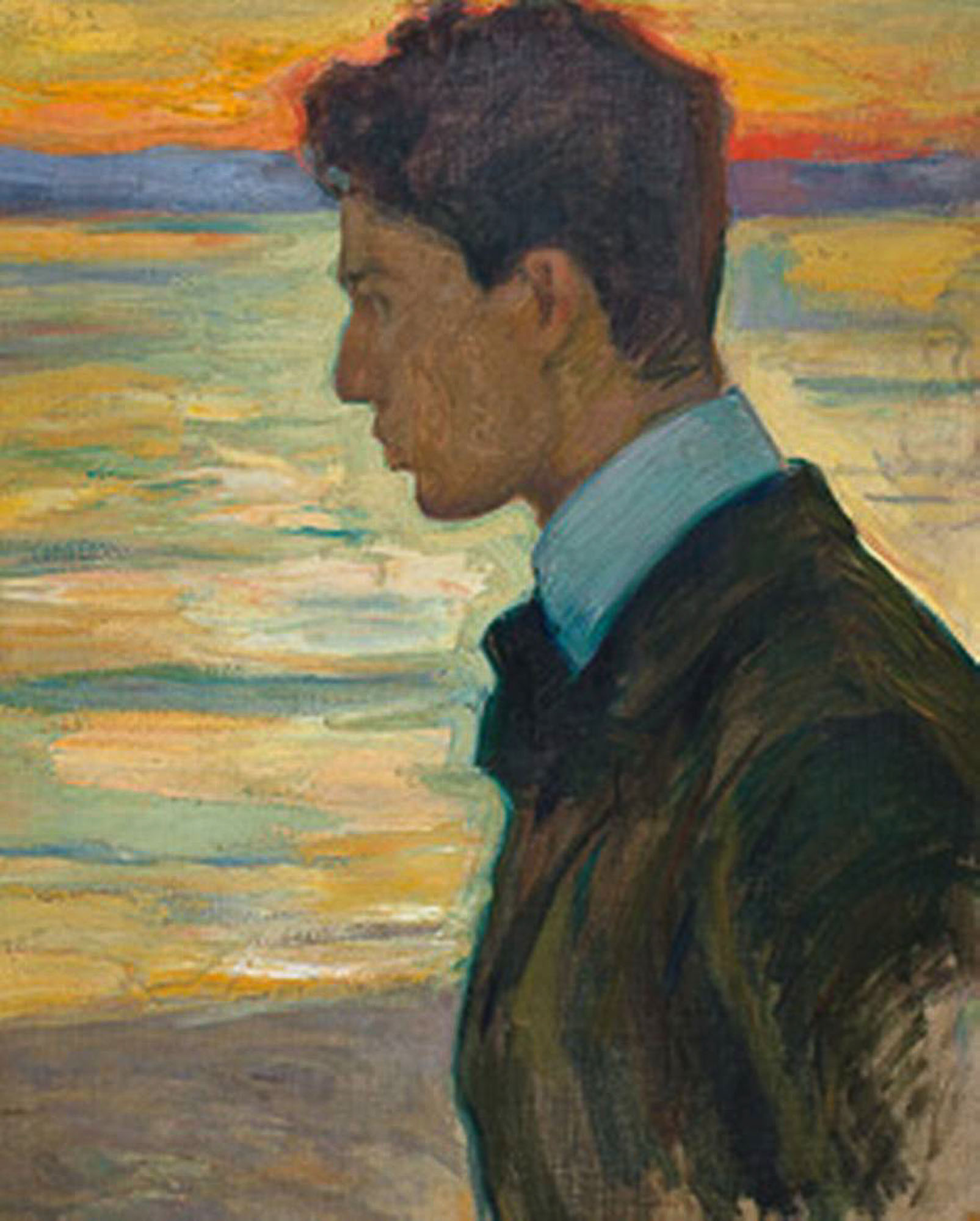
Borís Pasternak en 1910. Retrato por su padre Leonid Pasternak.

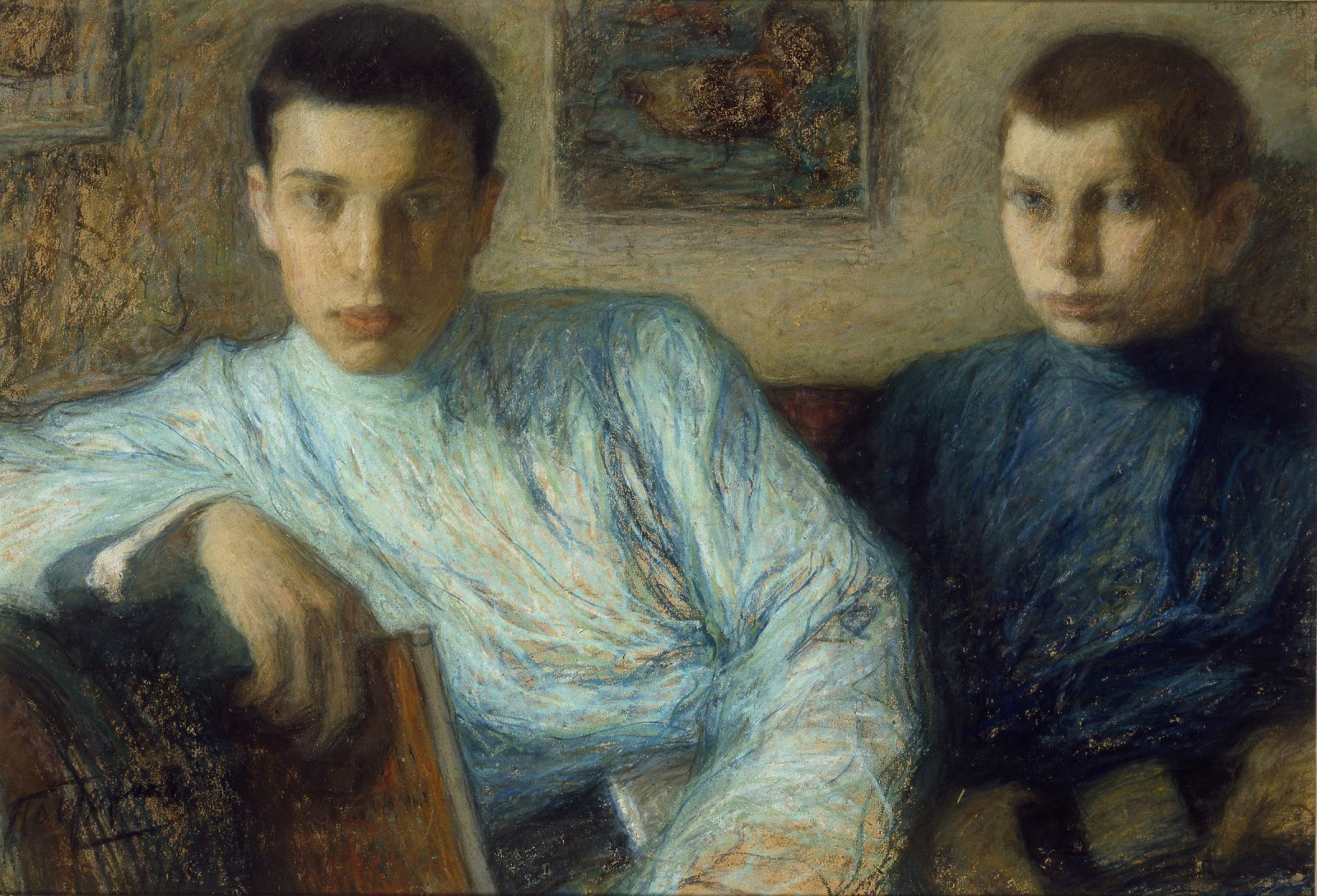
Borís (izquierda) con su hermano Aleksandr. Por L. Pasternak.

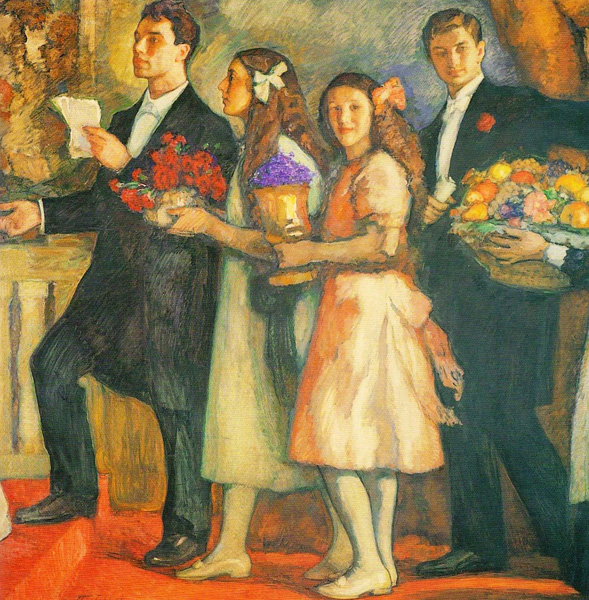
Los hermanos Borís, Josefina, Lydia y Aleksandr. Por L. Pasternak (1914).

## Trayectoria literaria

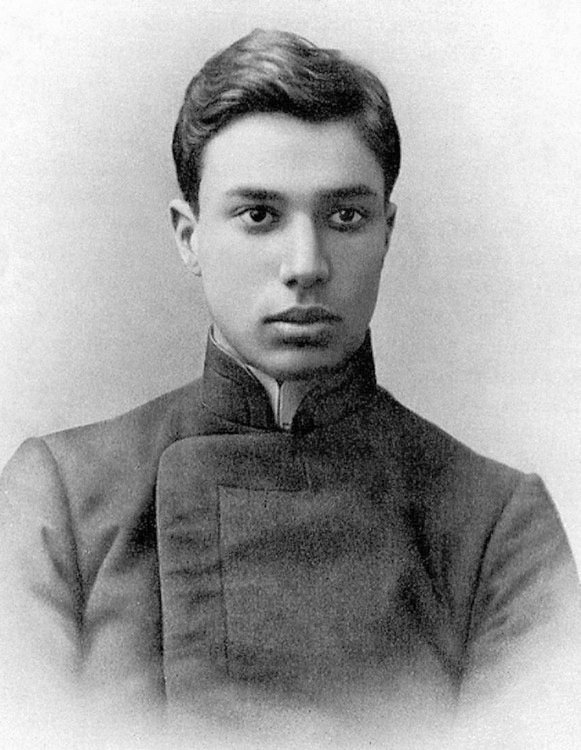
Borís Pasternak en 1908.

## Premio Nobel

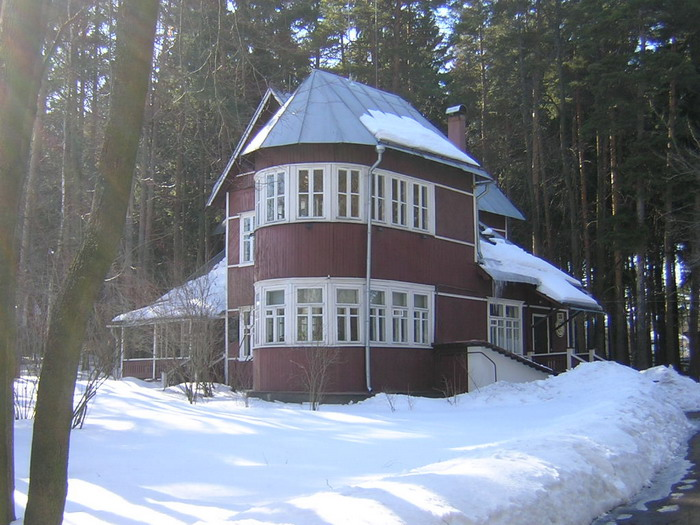
Museo de Borís Pasternak en Peredélkino.

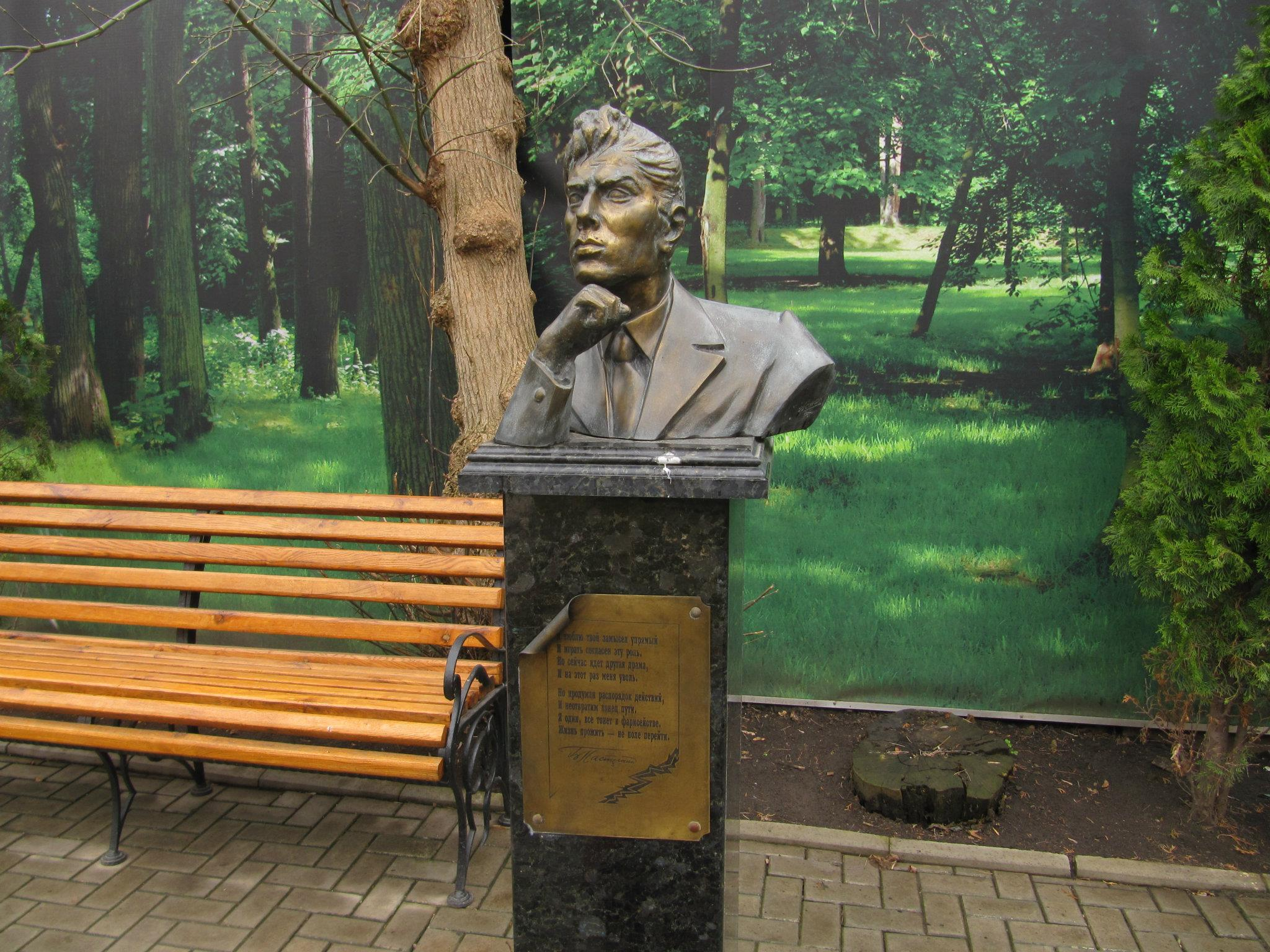
Monumento a Borís Pasternak en Járkov, Ucrania.

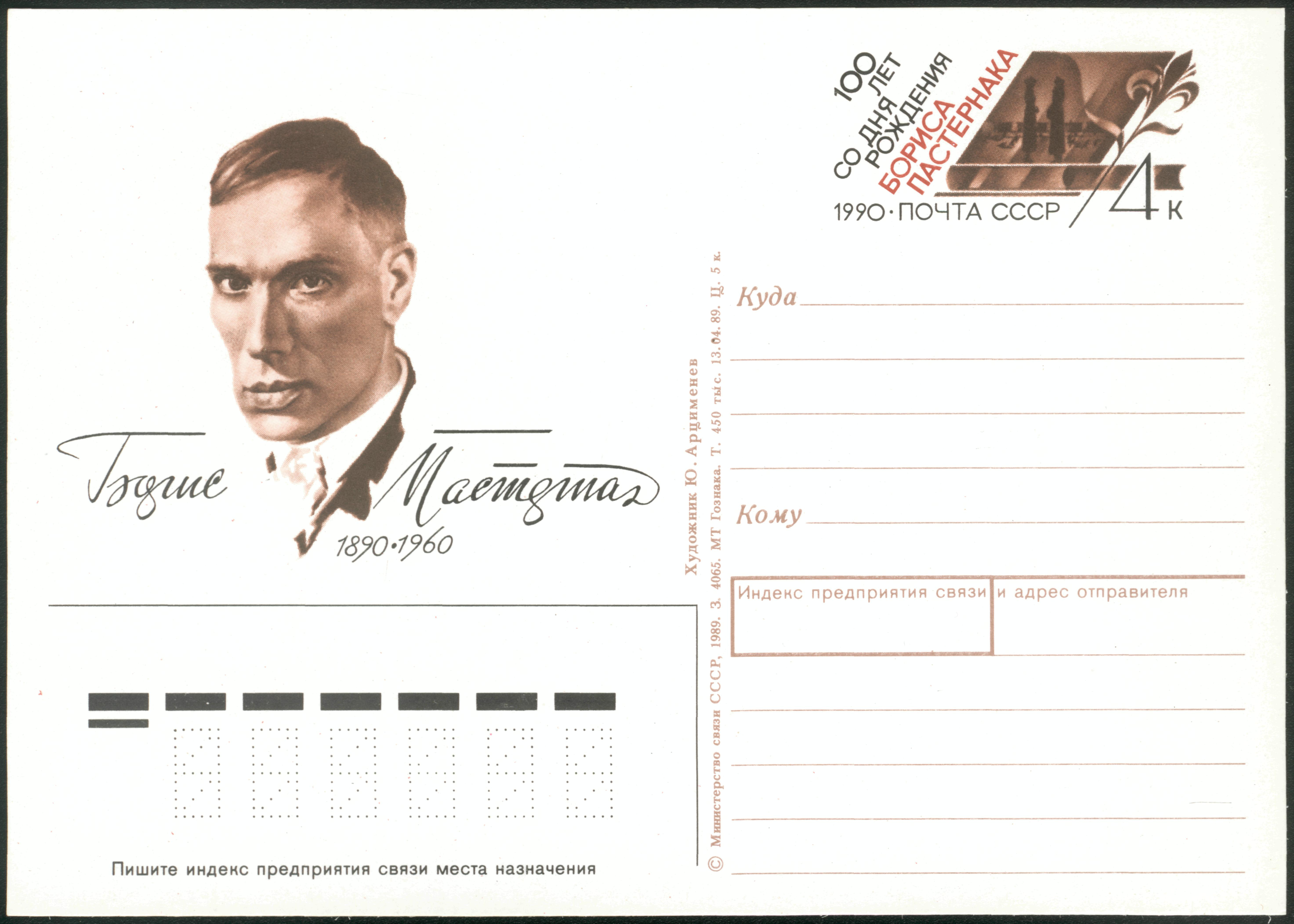
Postal de la Unión Soviética con un sello preimpreso de 4 kopeks y la imagen de Borís Pasternak. 1990.

## Obras

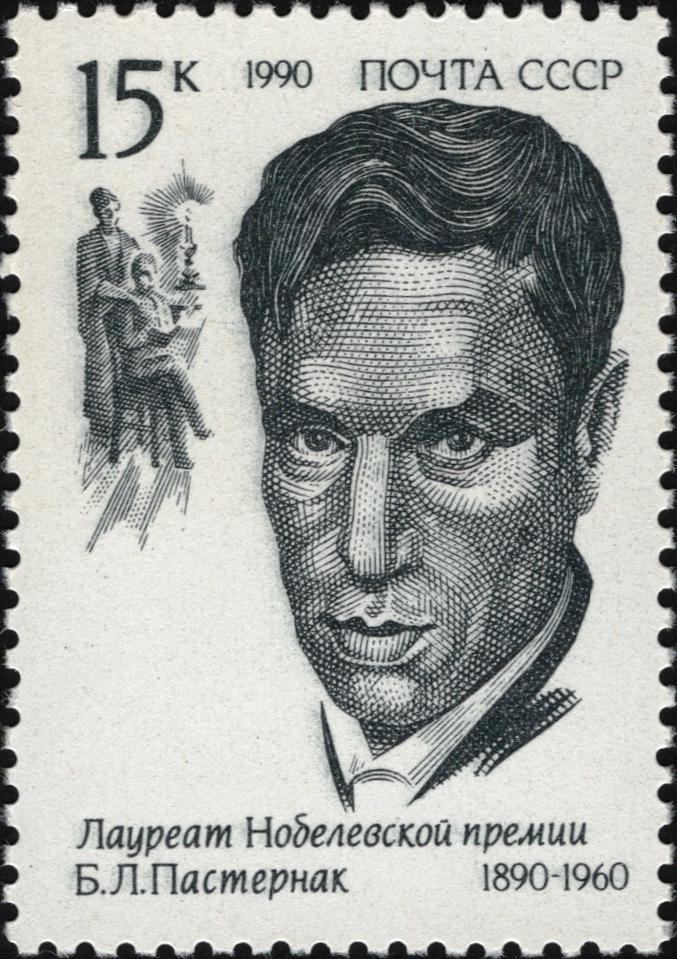
Retrato de Pasternak en un sello soviético.